# 세이프 (1995년 영화)
《세이프》(영어: Safe)는 1995년 개봉한 미국의 심리 드라마 영화이다. 토드 헤인스가 감독과 각본을 맡았다.

## 출연진
- 줄리앤 무어
- 피터 프리드먼
- 잰더 버클리
- 촌시 리어파디
- 제임스 러그로
- 수전 노먼
- 케이트 맥그레거스튜어트
- 메리 카버
- 스티븐 길본
- 피터 크롬비
- 딘 노리스
- 제시카 하퍼
- 베스 그랜트

## 기타 제작진
- 협력 제작: 어니스트 컨스
- 배역: 재키 핑크
- 미술: 데이비드 봄바
- 의상: 낸시 스타이너